# Santuario della Madonna delle Porrine
Il santuario della Madonna delle Porrine è luogo di culto cattolico situato nel comune di Ospedaletti, in provincia di Imperia. La principale festività si celebra l'8 settembre nella festa della Natività della Vergine.

## Storia
Il nome e l'intitolazione "Porrine" deriverebbe, secondo alcune supposizioni, dal rio omonimo che scorre nelle vicinanze del santuario o molto più probabilmente da una varietà dei fiori della famiglia delle gigliacee, le porrine appunto.
Secondo la tradizione popolare la costruzione del santuario risalirebbe posteriormente al 1594 quando la rada di Ospedaletti, abitata all'epoca dagli abitanti di Coldirodi, fu depredata e razziata dai pirati; settanta abitanti furono in quell'occasione rapiti dai corsari. Il senato della Repubblica di Genova, per scongiurare nuove incursioni, decise in seguito l'edificazione di un torrione d'avvistamento, mentre la comunità si adoperò per l'edificazione di un luogo di culto, nei terreni di un certo Tommaso Rossi, a cui rivolgersi religiosamente e spiritualmente.
Si edificò pertanto una primitiva cappella in località Porrine, ma il sempre più crescente afflusso dei pellegrini porteranno, a breve, all'edificazione di un nuovo edificio di culto; i lavori intrapresi nel 1768 si conclusero definitivamente nel 1817 e consacrato nel 1858.